# This Is How We Do
"This Is How We Do" (tạm dịch: "Đây là cách chúng ta làm") là đĩa đơn thứ 5 được trích ra từ album phòng thu thứ tư Prism (2013) của ca sĩ kiêm sáng tác nhạc người Mỹ Katy Perry. Bài hát đã được nhiều nhà phê bình đánh giá tích cực vì nó có giai điệu vui nhộn đặc trưng của mùa hè. "This Is How We Do" ra mắt tại vị trí thứ 88 trên bảng xếp hạng Billboard Hot 100 và một vài tuần sau đã đạt đến vị trí thứ 24. Bài hát còn lọt vào top 10 tại một số quốc gia như Canada và đạt hạng nhất tại Bỉ. Video âm nhạc của bài hát ra mắt ngày 31 tháng 7 năm 2014, đã đạt hơn 5 triệu lượt xem trong ngày đầu tiên và tính thời điểm hiện tại nó đã đạt hơn 700 triệu lượt xem. Hiện tại, "This Is How We Do" đã bán được hơn 1 triệu bản tại Hoa Kỳ (chứng nhận Bạch kim) và được chứng nhận Vàng tại nhiều quốc gia trên thế giới.